# Bocmanowo (obwód rostowski)
Bocmanowo (ros. Боцманово) – wieś w Rosji, w obwodzie rostowskim, w rejonie nieklinowskim. W 2010 liczyła 918 mieszkańców.